# Skol
Skol es una marca de cerveza de la compañía danesa Carlsberg Group, con licencia para ser fabricada en Brasil por AmBev. El nombre de la marca tiene su origen en la palabra noruega y  sueca skål, que quiere decir "a tu salud", y que es utilizada comúnmente al brindar. En 2008 es el principal productor del segmento en el mercado brasileño. Se comercializan diferentes variedades, como Pilsen o beats.

## Historia
Skol comenzó a ser comercializada el 25 de agosto de 1964 en Europa. La cerveza llegó al mercado brasileño en 1967. En 1971 lanzó la primera lata de hojalata, siendo pionera en este aspecto. Hacia 1979, fue una de las primeras cervezas en ser envasada en latas de aluminio. En 1993 lanzó la Skol Pilsen en lata de 500 ml con cuello largo (long neck) de botella y tapón de rosca.
Junto al modelo internacional de envases desechables, lanzó en 1996 el envase long neck de 355 ml de capacidad. En 1997 introduce en el mercado la primera lata de abertura redonda. En 1998 inició un periodo de campañas publicitarias potentes. Como patrocinadora oficial del Campeonato Brasileño de Supercross, trae a Brasil, en 1999, al campeón mundial Jeremy McGrath. También en 1999 tuvo lugar el Skol Rock, un evento que reunió a formaciones inéditas de música rock. El 2000 se inició con la campaña "2000: el verano más redondo del planeta", —en referencia a los tres ceros del número del año—.
Ese mismo año, también se llevó a cabo la primera edición de Skol Beats, evento patrocinado por Skol que reunió a grandes estrellas de la música electrónica en Curitiba y São Paulo. El Skol Rock no desapareció y fue rescatado en fiestas en Curitiba y en el interior de São Paulo. 2002 llegó con un envase desarrollado para el verano.
También fue lanzado un nuevo tipo de cerveza: Beats. Fue hecho sobre la base de aquello que el consumidor quiere en fiestas animadas. Introduce cambios en el sabor y en el contenido alcohólico, en un envase transparente de 330 ml, de cuello largo.
En octubre de 2006 se creó la cerveza Skol Lemon, con bajo contenido alcohólico y limonada. Tuvo una aceptación dividida entre los consumidores. Lanzó campañas publicitarias en clave de humor y carismáticas, siendo su éxito más reciente una campaña para el verano de 2006/2007, donde un grupo de amigos hace bromas entre ellos, lo cual recordarán toda su vida, reforzando la idea "joven", siendo este tipo de público el objetivo (target) de la cerveza.
En Europa, Skol alcanzó grandes resultados en el mercado. En Brasil, debido al marketing agresivo, consigue un significativo volumen de ventas, convirtiéndose en una commodity de AmBev. Según la consultora británica InterBrands, la marca Skol está valorada en 421 millones de dólares y es la cuarta marca más valiosa de Brasil.
La Cervecería de  las Mil Colinas (en francés: La Brasserie des Mille Colline /BMC/), productor de la cerveza Skol, ha sido recompensada de una distinción de calidad Oro a las Selecciones Mundiales de la Calidad, organizadas por Monde Selection en 2012. Esta distinción es una confirmación por los consumidores que la cervecería les ofrece lo mejor.